# Turismo social
El término turismo social apareció a finales de los años cuarenta y a principios de los años cincuenta del siglo XX, e indicaba las actividades turísticas promovidas por organizaciones que operaban sin fines de lucro a favor de la «clase obrera».
La Associazione Mecenate 90 (Asociación Mecenate 90), que recientemente se ha ocupado de la cuestión de la definición del turismo social, sostiene que hoy esta se presenta como un fenómeno transversal que afecta de manera distinta a varios sujetos y organismos, así como a varios tipos de turismo (de sol y playa, deportivo, balneario). Más que al tipo de experiencia, se refiere a flujos motivados sobre todo por el deseo de socialización; el turismo social, es decir, «prescinde del recurso que caracteriza la vacación y se concentra en satisfacer la necesidad de socializar». Para los autores de este estudio, los aspectos distintivos del turismo social son los de una fórmula organizada, dirigida a una audiencia homogénea, que propone caracteres de socialidad y que tutela categorías débiles.
En la opinión de Giancarlo Dall'Ara, experto de marketing en el turismo, el significado del término turismo social se encuentra más bien en:
- el turismo visto como derecho y como servicio social
- el turismo entendido como momento de encuentro, de relación y de intercambio de experiencias recíprocas, y de culturas entre personas de ciudades y regiones diferentes
- la práctica turística entendida como experiencia, como momento de afirmación y recuperación de la propia personalidad, en tiempos y espacios diversos.

En conclusión, una definición de turismo social, para ser exhaustiva, debe fundarse en tres componentes básicos:
- los sujetos que lo practican, personas que por motivos diferentes, económicos, físicos, culturales, políticos, así como religiosos, no ven garantizado el derecho "inalienable" a las vacaciones
- los sujetos que lo organizan, que no deben tener fines de lucro, o que al menos deben plantearse como logro explícito la accesibilidad económica a la práctica turística del para el mayor número de personas posible
- un contenido (educativo, experiencial, relacional, solidario, social) altamente característico